# Daniel Pérez (Fußballspieler, 1975)
Daniel Fernando Pérez Reyes (* 19. August 1975 in Trelew) ist ein ehemaliger argentinisch-chilenischer Fußballspieler. Der Stürmer bestritt zwei Länderspiele für die Nationalmannschaft und wurde auf Vereinsebene zwei Mal chilenischer Meister.

## Karriere

### Verein
Daniel Pérez, auch Ratón („Maus“) genannt, begann 1998 seine Karriere in der dritten argentinischen Liga beim CAI Comodoro Rivadavia aus seiner Heimatstadt. 2000 wechselte der Angreifer in das Land seines Vaters und schloss sich Universidad Católica an, wurde aber direkt an Everton verliehen. Zurück bei Católica gewann er die Meisterschaft der Apertura 2002. In den beiden Finalspielen gegen die Rangers de Talca erzielte Pérez jeweils einen Treffer. Bei seiner Folgestation CD Cobreloa gewann Pérez seine zweite Meisterschaft in der Apertura 2004. 2006 unterschrieb der Offensivakteur bei Universidad de Chile, allerdings zog er nach einer nicht erfolgreichen Zeit weiter zum CD Palestino. 2007 kehrte er zu Everton zurück, wo sein früherer Trainer von 2002, Juvenal Olmos, an der Seitenlinie stand. Nach dessen Entlassung wurde er durch Jorge García ersetzt, der nicht auf Pérez setzte. Pérez wechselte daraufhin in sein Heimatland zurück und unterschrieb bei Guillermo Brown in der dritten Liga. 2008 beendete er seine Profikarriere und spielte noch bei unterklassigen Teams.

### Nationalmannschaft
Pérez ist in Argentinien geboren, doch aufgrund der chilenischen Herkunft seines Vaters war er auch für das Nachbarland Chile spielberechtigt. In der chilenischen Nationalmannschaft debütierte Pérez im August 2003 beim Freundschaftsspiel gegen China, als er in der 80. Spielminute für Manuel Neira eingewechselt wurde. Im Februar 2005 bestritt er ein weiteres Freundschaftsspiel gegen Ecuador, das zugleich sein letztes Spiel im Nationaltrikot war.

### Erfolge
Universidad Católica
- Chilenischer Meister: 2002-A

Cobreloa
- Chilenischer Meister: 2004-A